# خوزه گاسپار (بازیکن فوتبال)
خوزه گاسپار (انگلیسی: José Gaspar؛ زادهٔ ۱۲ ژوئیهٔ ۱۹۸۷) بازیکن فوتبال اهل اسپانیا است.
از باشگاه‌هایی که در آن بازی کرده‌است می‌توان به باشگاه فوتبال اوئسکا اشاره کرد.